# ایدمر جلدکی
اَیدَمُر جلدکی با لقب عزالدین (؟ - ۱۳۴۲م) (نسب: ایدمر بن علی بن ایدمر جلدکی) کیمیاگر ایرانی - مصری در سدهٔ هشتم هجری بود. جلدکی خرسانی یکی از دانشمندانی است که بیشترین آثار را پیرامون شیمی و کیمیا در قرون وسطی پدیدآورنده است. چنان‌که از آثار بسیار او، تنها سه کتاب در کتابخانه ملی پزشکی ایالات متحده آمریکا موجود می‌باشد که از نظر محتوا بسیار برتر از دیگر کتاب‌های پیرامون دانش شیمی و کیمیای هم دورهٔ خویش هستند.

## زندگی
جلدکی خرسانی در روستای جلدک در ۱۵ کیلومتری شهر مشهد چشم به جهان گشود اما به دلیل حمله مغول‌ها به ایران مجبور به ترک ایران شد. او در این باره در خاطراتش می‌نویسد که ۱۷ سال در حال سفر بوده‌است و در مکان‌هایی همچون آناتولی، سوریه، یمن، شمال آفریقا و در آخر در مصر سکونت گزیده‌است.
جلدکی خرسانی سرانجام در سال ۷۲۰ هجری شمسی در قاهره مصر چشم از جهان فروبست.

## آثار
از آثار او می‌توان کتاب‌های زیر را برشمرد:
- شرح المکتسب فی زراعة الذهب، نام‌گرفته به نهایة الطب؛
- التقریب فی أسرار الترکیب؛
- نتائج الفکر فی الکشف عن أحوال الحجر،
- البرهان فی أسرار علم المیزان
- المصباح فی أسرار علم المفتاح
- کشف الأسرار